# Bulbophyllum glandulosum
Bulbophyllum glandulosum är en orkidéart som beskrevs av Oakes Ames. Bulbophyllum glandulosum ingår i släktet Bulbophyllum och familjen orkidéer. Inga underarter finns listade i Catalogue of Life.